# Terremoto de Ecuador y Colombia de 1906
El terremoto de Ecuador 1906 fue un terremoto que azotó las costas de Ecuador y Colombia en la provincia de Esmeraldas y el Departamento de Nariño el miércoles 31 de enero de 1906 a las 10:36 hora local (UTC-5) y tuvo una magnitud de 8.8 (Mw).

## Causas
El terremoto se produjo a lo largo del límite entre la Placa de Nazca y la Placa Sudamericana. Es probable que el terremoto haya sido causado por el proceso normal de subducción de la placa de Nazca bajo la placa Sudamericana.
Las zonas costeras de Ecuador  han sido el epicentro de la mayoría de los terremotos en este país.

## Reporte de los sucesos

### Terremoto
El terremoto causó la ruptura de 500 a 600 km de largo e influenció los terremotos de 1907  (7,5Mw), 1942 (7,9 Mw), 1958 (7,7 Mw) y 1979 (8,2 Mw). La coincidencia entre los tres acontecimientos sugiere la presencia de barreras de propagación de menor tamaño en la ruptura de las placas (a pesar de que estos tres eventos sucedieron en la misma zona de ruptura, solo alcanzaron una quinta parte de la energía liberada por el terremoto de 1906).

### Tsunami
En Tumaco (Colombia), las olas del tsunami alcanzaron una altura de 6 metros. Fueron las olas que alcanzaron mayor altura registrada del tsunami. En Hilo (Hawái), las olas alcanzaron una altura de 5,8 metros de altura. Además, el tsunami también alcanzó las costas de Costa Rica, México, y Japón.

## Riesgo sísmico
Se ha planteado la idea de que un posible terremoto de una fuerte magnitud podría reazotar a estos países por culpa de la energía que quedó acumulada del terremoto de 1906. En un principio los análisis sugirieron que con los tres terremotos posteriores a éste, se liberó gran cantidad de la energía acumulada por el primer terremoto; sin embargo el 16 de abril de 2016 a las 18:58 UTC-5 (Hora de Ecuador Continental) un sismo con una magnitud de 7.8 Mw tuvo lugar con epicentro en Pedernales, provincia de Manabí, a escasa distancia geológica del sismo de 1906.